# Pierre Klees
Pierre Klees (Ukkel, 20 juni 1933 – aldaar, 12 april 2022) was een Belgisch bedrijfsleider, bestuurder en topambtenaar.

## Levensloop
Pierre Klees studeerde in 1956 af als burgerlijk ingenieur elektromechanica aan de Université libre de Bruxelles en volgde bijkomende studies in nucleaire bouwkunde en management. Hij doceerde tevens aan de faculteit Toegepaste Wetenschappen van de ULB.
In 1986 werd hij gedelegeerd bestuurder van elektromechanicafabriek ACEC. In 1987 kwam daar de functie van voorzitter van de raad van bestuur bij. Na de fusie met Union Minière in 1989 werd hij directeur-generaal en vicevoorzitter van de raad van bestuur van ACEC-Union Minière.
In 1993 werd Klees gedelegeerd bestuurder van de Brussels Airport Terminal Company (BATC), dat in 1998 tot de Brussels International Airport Company (BIAC) werd omgevormd, de uitbater van de luchthaven van Zaventem. Hij werd in september 2003 in opvolging van Jannie Haek voorzitter van de raad van bestuur van BIAC en werd als gedelegeerd bestuurder door Luc Van den Bossche opgevolgd. In januari 2005 volgde Van den Bossche hem ook als voorzitter van BIAC op.
Begin 2000 werd hij voorzitter van de raad van bestuur van De Post. In januari 2006 werd hij in deze functie door Martine Durez opgevolgd.
Verder was Klees voorzitter van Alcatel ETCA, bestuurder van ACI Europe, Trasys, AIB-Vinçotte en AXA Royale Belge. Hij was tevens:
- vicevoorzitter van de Commissie Energie 2030[1]
- vicevoorzitter van de Association Jules Bordet
- voorzitter van het Belgisch Museum van de Vrijmetselarij
- voorzitter van de Fédération royale d'associations belges d'ingénieurs civils, d'ingénieurs agronomes et de bioingénieurs
- voorzitter van de Société royale belge des ingénieurs et des industriels
- gasthoogleraar aan de Haute École Francisco Ferrer en de Université de Mons
- voorzitter van het Comité de l'Académie pour les applications de la science

Tussen 1997 en 1999 was hij grootmeester van het Grootoosten van België.
Hij overleed op 88-jarige leeftijd.